# Cima Rossa
Cima Rossa – szczyt w Alpach Lepontyńskich, części Alp Zachodnich. Leży w Szwajcarii na granicy kantonów Gryzonia i Ticino, blisko granicy z Włochami. Należy do podgrupy Alpy Adula.